# Трикси Мател
Брајан Мајкл Феркус (енгл. Brian Michael Firkus; рођен 23. августа 1989. године), познатији под псеудонимом Трикси Мател (енгл. Trixie Mattel), амерички је дрег извођач, комичар, музичар и предузетник. Феркус је стекао популарност као такмичар седме сезоне ријалити програма Руполова дрег трка 2015. године, а 2018. године је проглашен победником треће All Stars сезоне овог серијала.
Трикси Мател је препозната као једна од највећих америчких дрег краљица. Са преко три милион пратилаца на Инстаграму и један и по милиона претплатника на Јутјубу, она је такође једна од најпраћенијих светских дрег извођача на друштвеним мрежама.

## Биографија
Брајан Феркус је рођен 23. августа 1989. у Милвокију и води порекло од староседелачког племена Оџибва. Похађао је студије драмских уметности на Универзитету у Висконсину где је имао први сусрет са драгом у оквиру факултетске продукције мјузикла The Rocky Horror Show. Његово дрег име води порекло од погрдног надимка који је добио од свог очуха и компаније Mattel, која производи барбике.
У марту 2015. године, постао је такмичар седме сезоне ријалити програма Руполова дрег трка (RuPaul's Drag Race). Након што је првобитно елиминаинсан у четвртој епизоди, вратио се у такмичење након заједничке победе са Прл у оквиру изазова у осмој епизоди. Поново је испао у десетој епизоди заузимајући шесто место у такмичењу. Јануара 2018. Трикси се вратила на Дрег рејс, као учесница треће Ол старс сезоне (RuPaul's Drag Race: All Stars). Након осам такмичарских епизода и две победе у недељним изазовима, проглашена је за победницом серијала, чиме је освојила главну награду од 100.000 долара.
Године 2019. је на филмском фестивалу Трајбека премијерно приказан документарни филм под називом Trixie Mattel: Moving Parts, који документује каријеру Трикси Мател непосредно пре и након победе на Дрег рејсу.
Феркус је такође певач, композитор и инструменталиста кантри фолк и поп мзике, а као Трикси Мател је објавио четири студијска албума; Two Birds (2017), One Stone (2018), Barbara (2020) и The Blonde & Pink Albums (2022), који су се котирали на Билбордовим топ-листама.
У марту 2017. године, Трикси је заједно са дрег краљицом Катјом, са којом се такође такмичила у седмој сезони Дрег рејса, започела комични онлајн серијал под називом UNHhhh за продукцијску кућу World of Wonder. Затим су 2017. прешле на канал медијске редакције Vice, где се емитовао The Trixie and Katya Show. Након једне сезоне серијала су се вратиле на онлајн форму и формат UNHhhh. У новембру 2019. године, Netflix је унајмио Трикси и Катју за Јујтјуб серијал I Like to Watch, програм у којем њих две гледају и реагују на Нетфликсова издања.
У октобру 2020. године, Трикси и Катја су почеле да снимају недељни подкаст, под називом .
Трикси Мател и Катја су такође објавиле и две књиге: Trixie and Katya's Guide to Modern Womanhood (2020) и Working Girls: Trixie and Katya's Guide to Professional Womanhood (2022). Прва књига је проглашена за бестселер Њујорк тајмса.
Поред каријере дрег краљице, Феркус је у мају 2019. године основао свој козметички бренд Trixie Cosmetics. У фебруару 2021. године је такође постао сувласник најстаријег геј бара у свом родном Висконсину, под називом . Током 2022. године је заједно са својим пертнером, редитељом Дејвидом Силвером, отворио мотел у Палм Спрингсу, а процес реновирања је забележен серијалом Trixie Motel, који се емитовао на Discovery+ стриминг сервису.

## Дискографија
Студијски албуми
- (2017)
- (2018)
- (2020)
- (2022)

## Филмографија
| Улоге Трикси Мател |                                     |               |                    |                                 |
| Година             | Српски назив                        | Изворни назив | Улога              | Напомена                        |
| 2015.              | Руполова дрег трка                  |               | Себе (такмичар)    | 7. сезона; шесто место          |
| 2015.              | Руполова дрег трка: Неупашено       |               | Себе (такмичар)    | 7. сезона                       |
| 2016-данас         |                                     |               | Себе (водитељ)     | Седам сезона                    |
| 2016.              | Америчка хорор прича: Роаноук       |               | Себе               | 6. сезона, 10. епизода          |
| 2017-2018.         | Трикси и Катја шоу                  |               | Себе (водитељ)     | Једна сезона, 14 епизода        |
| 2018.              | Руполова дрег трка: Ол старс        |               | Себе (такмичар)    | 3. сезона; победник             |
| 2018.              | Руполова дрег трка божићни спектакл |               | Себе (такмичар)    | Победник                        |
| 2019.              | Трикси Мател: Покретни делови       |               | Себе               | Документарни филм               |
| 2019-данас         | Ја волим да гледам                  |               | Себе               | Четири сезоне                   |
| 2020.              | Руполова дрег трка тајних познатих  |               | Себе (такмичар)    | 1. сезона, 1. епизода; победник |
| 2021-данас         | Краљице универзума                  |               | Себе (члан жирија) | Две сезоне                      |
| 2022.              | Трикси мотел                        |               | Себе               | 1 сезона, 8 епизода             |

## Спољашњи извори
- Трикси Мател на веб-сајту  (језик: енглески)